# 里奇芒廷鎮區 (阿肯色州波爾克縣)
里奇芒廷鎮區（英語：Rich Mountain Township）是位於美國阿肯色州波爾克縣的一個行政鎮區。

## 地方資料
里奇芒廷鎮區的面積為84.21平方千米，當中陸地面積為84.18平方千米，而水域面積為0.03平方千米。根據2010年美國人口普查的數據，當地共有人口140人，而人口密度為每平方千米1.66人。